# Music & Me
Music & Me (укр. «Музика і я») — третій сольний студійний альбом американського музиканта Майкла Джексона, випущений в 1973 році на лейблі Motown і проданий в кількості двох мільйонів копій у всьому світі. Альбом був перевиданий в 2009 році як частина складається з трьох дисків компіляції «Hello World: The Motown Solo Collection».

## Список пісень
| #   | Назва                                                                     | Тривалість |
| --- | ------------------------------------------------------------------------- | ---------- |
| 1.  | «With a Child's Heart» (Віккі Бейсмоур, Генрі Косбі, Сильвія Мой)         | 3:29       |
| 2.  | «Up Again» (Фредді Перрен, Яріан)                                         | 2:50       |
| 3.  | «All the Things You Are» (Оскар Хаммерстайн II, Джером Керн)              | 2:59       |
| 4.  | «Happy» (Мішель Легран, Смокі Робінсон)                                   | 3:25       |
| 5.  | «Too Young» (Сідні Діппмен, Сільвія Ді)                                   | 3:38       |
| 6.  | «Doggin' Around» (Лєна Егрі)                                              | 2:52       |
| 7.  | «Johnny Raven» (Біллі Пейдж)                                              | 3:33       |
| 8.  | «Euphoria» (Леон вейр, Хілліард-ансамбль)                                 | 2:50       |
| 9.  | «Morning Glow» (Стівен Шварц)                                             | 3:37       |
| 10. | «Music and Me» (Майк Кеннон, Дон Фенсетон, Мел Ларсон, Джеррі Марселліно) | 2:38       |

## Чарти
| Чарт (1973–2009)                       | Найвища позиція |
| -------------------------------------- | --------------- |
| Франція French Albums (SNEP)           | 108             |
| США Billboard 200                      | 92              |
| США Top R&B/Hip-Hop Albums (Billboard) | 24              |

## Продажі
| Регіон                                                                                          | Сертифікація | Продажі |
| ----------------------------------------------------------------------------------------------- | ------------ | ------- |
| США                                                                                             | —            | 80,000  |
| *продажі, що базуються лише на сертифікаціях ^відвантаження, що базуються лише на сертифікаціях |              |         |